# Гиагинская
Гиаги́нская (адыг. Джаджэ) — станица в Гиагинском районе Республики Адыгея России. Административный центр Гиагинского района и Гиагинского сельского поселения.

## География

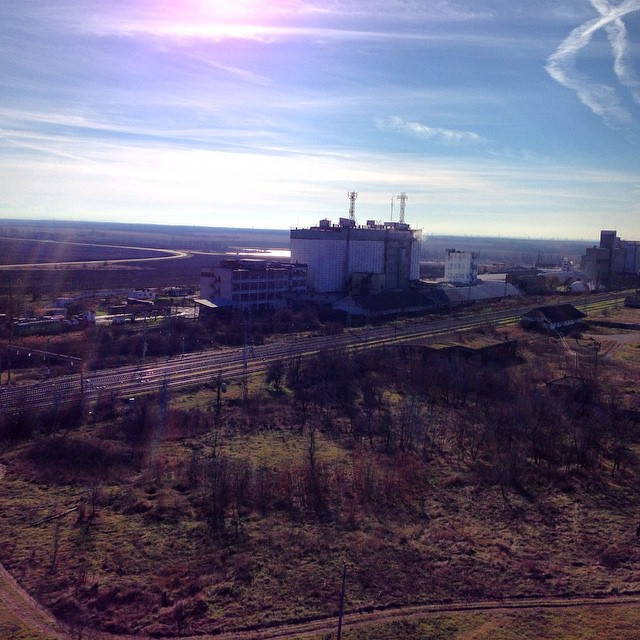
Въезд в станицу Гиагинскую с востока

Станица расположена в западной части Гиагинского района, по обоим берегам реки Гиаги, в честь которой названа. Находится в 28 км к северу от Майкопа и в 20 км к северо-востоку от города Белореченск. У южной окраины станицы расположена железнодорожная станция Гиагинская Северо-Кавказской железной дороги, функционирующая на однопутной линии Армавир II — Туапсе.
Площадь станицы составляет 32,63 км2, на которые приходятся 13,07 % от площади сельского поселения.
Расположен на наклонной Закубанской равнине, в переходной от равнинной в предгорную зоне республики. Рельеф местности представляет собой предгорные волнистые равнины с холмисто-бугристыми и курганными возвышенностями, с общим уклоном с юго-востока на северо-запад. Долины рек изрезаны глубокими балками и понижениями. Средние высоты составляют около 130 метров над уровнем моря.
Гидрографическая сеть представлена реками Гиагой, Медовкой, Закаляйкой, Грязнухой и различными малыми родниковыми ручьями. Также имеются множество водоёмов искусственного и естественного происхождений, наиболее крупные из которых расположены в пределах станицы.
Климат влажный умеренный, с жарким летом и прохладной зимой. Среднегодовая температура воздуха положительная и составляет +11,5°С. Среднемесячная температура воздуха в июле достигает +23,0°С. Среднемесячная температура января составляет 0°С. Среднегодовое количество осадков составляет около 730 мм. Основная часть осадков выпадает в период с мая по июль.

## История

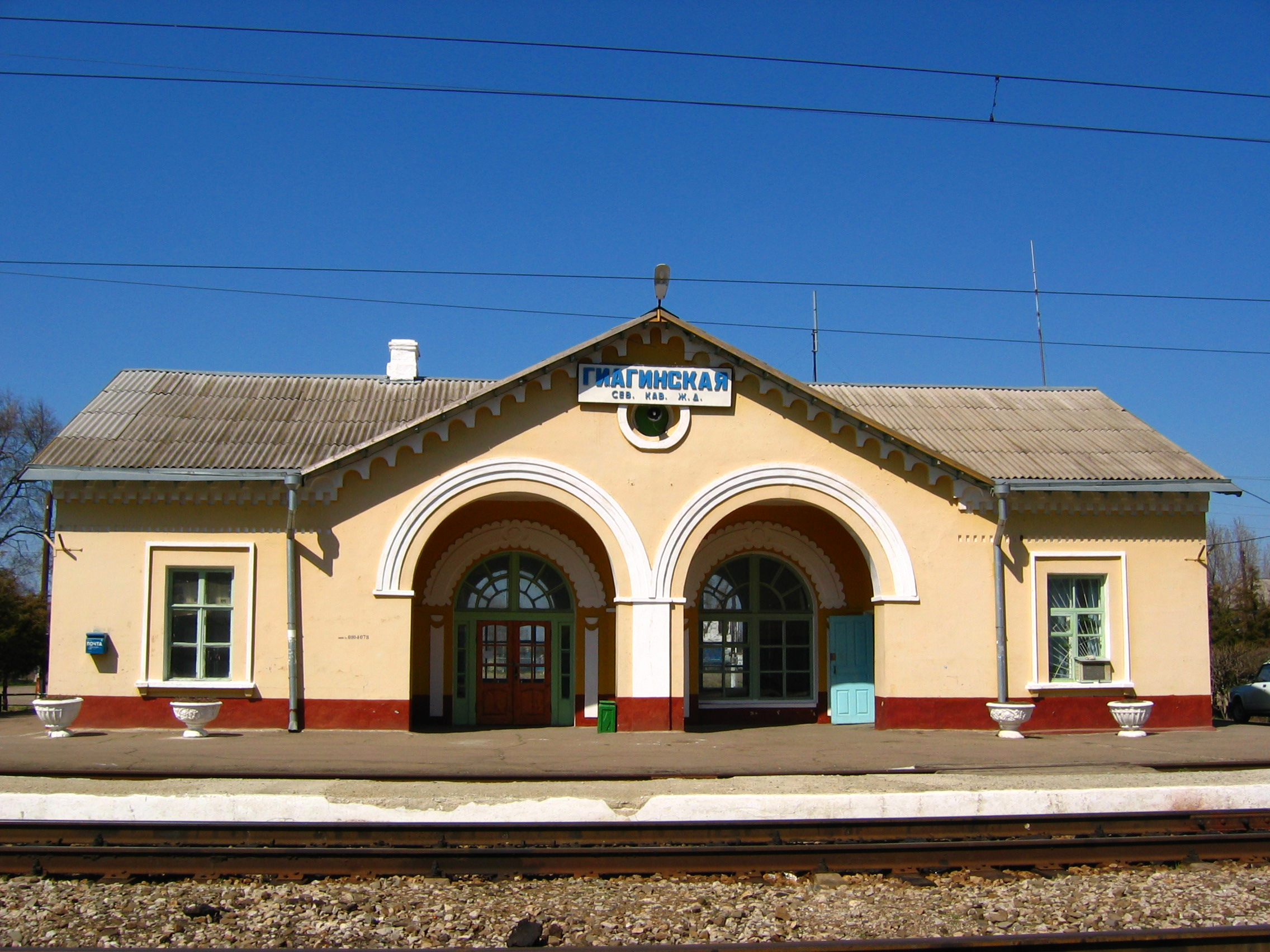
Станция Гиагинская

До основания станицы, на её месте располагался черкесский (темиргоевский) аул Айтека-Болотоко (адыг. Болэтэкъо Айтэч ичыл), который был заброшен в ходе мухаджирства.
Станица была основана в 1862 году, переименована в Гиагинскую в 1868 году.
4 июля 1862 года командующий войсками Кубанской области граф Евдокимов доложил командующему Кавказской армией князю Григорию Дмитриевичу Орбелиани о намерении возвести на реке Гиаге новую станицу. В конце лета, переселенцы изъявившие желание переселится на Гиагу, собрались в станице Тенгинской для дальнейшей переправы. Все переселенцы прибыли из шести станиц входивших в состав земель Старой Линии (Усть-Лабинский участок Кубанской кордонной линии): из Новомалороссийской — 70 семейств, Новорождественской — 52, Новопокровской — 45, Тихорецкой — 14, Тифлисской — 10 и Казанской — 9 семейств. Общее число первопереселенцев, включая детей, составило 1748 человек. Из них мужчин 901 чел.,127 из которых находилось на службе, и женщин — 847 чел. Уже в октябре 1862 года в отчете 25-го конного полка, в составе которого находилась станица, было сообщено, что построено 200 домов, а два дома остаются недостроенными.
В апреле 1911 года в произошёл большой пожар, уничтоживший несколько сотен дворов. В годы Гражданской войны станица сильно пострадала в результате столкновений белогвардейцев с красными, а также с различными бандформированиями, действовавшими в регионе.
До 1924 года Гиагинская входила в Майкопский отдел Кубанской области Кубано-Черноморской области. В 1924—1934 годах находилась в составе Дондуковского и Майкопского районов Северо-Кавказского края.
28 декабря 1934 года определена районным центром новообразованного Гиагинского района Азово-Черноморского края. С 10 апреля 1936 года — районный центр одноимённого района Адыгеи.

## Население
| 1959    | 1970    | 1979    | 1989    | 2002    | 2010    | 2013    |
| ------- | ------- | ------- | ------- | ------- | ------- | ------- |
| 10 248  | ↗13 647 | ↗14 057 | ↗14 522 | ↗15 160 | ↘14 121 | ↘13 954 |
| 2014    | 2015    | 2016    | 2017    | 2018    | 2019    | 2020    |
| ↘13 845 | ↘13 759 | ↗13 788 | ↘13 776 | ↗13 872 | ↗13 979 | ↗14 168 |
| 2021    | 2023    | 2024    |         |         |         |         |
| ↗14 445 | ↘14 397 | ↘14 338 |         |         |         |         |

Плотность 198.65 чел./км2.
Национальный состав
По данным Всероссийской переписи населения 2010 года:
| Народ               | Численность, чел. | Доля от всего населения, % |
| ------------------- | ----------------- | -------------------------- |
| русские             | 12 101            | 85,7 %                     |
| адыги               | 730               | 5,2 %                      |
| армяне              | 321               | 2,3 %                      |
| украинцы            | 248               | 1,8 %                      |
| цыгане              | 174               | 1,2 %                      |
| другие / не указано | 547               | 3,8 %                      |
| всего               | 14 121            | 100 %                      |

Мужчины — 6 507 чел. (46,1 %). Женщины — 7 614 чел. (53,9 %).
Национальный состав
По данным Всероссийской переписи населения 2010 года:
| Народ               | Численность, чел. | Доля от всего населения, % |
| ------------------- | ----------------- | -------------------------- |
| русские             | 12 101            | 85,7 %                     |
| адыги               | 730               | 5,2 %                      |
| армяне              | 321               | 2,3 %                      |
| украинцы            | 248               | 1,8 %                      |
| цыгане              | 174               | 1,2 %                      |
| другие / не указано | 547               | 3,8 %                      |
| всего               | 14 121            | 100 %                      |

Мужчины — 6 507 чел. (46,1 %). Женщины — 7 614 чел. (53,9 %).

## Образование
- Детский сад № 1 «Чебурашка»;
- Детский сад № 2 «Ромашка»;
- Детский сад № 3 «Солнышко»;
- Детский сад № 4 «Тополёк»;
- Детский сад № 7 «Радуга»;
- Средняя общеобразовательная школа № 1 имени А. Г. Сапрунова;
- Средняя общеобразовательная школа № 2 имени А. Асеева и Ю. Голикова;
- Средняя общеобразовательная школа № 3;
- Средняя общеобразовательная школа № 4;
- Средняя общеобразовательная школа № 5;
- Детская школа искусств;
- Детско-юношеская спортивная школа.

## Здравоохранение
- Гиагинская центральная районная больница;
- Фельдшерско-акушерский пункт.
- Дом-интернат для престарелых и инвалидов

## Культура
- Межпоселенческая централизованная библиотечная система
- Гиагинский дом культуры с 19 клубными формированиями.
- Газета «Красное знамя»

## Экономика
Основными бюджетообразующими предприятиями являются:
- ОАО Молочный завод «Гиагинский» (производство сливочного масла и сыров);
- ООО «Адыгейский комбикормовый завод»;
- ООО «Гиагинский МПК»;
- АО «Наш сад»;
- комбинат хлебопродуктов;
- асфальтобетонный завод и др.

## Транспорт
Автотранспорт
В станице действуют два автобусных маршрута. Гиагинская связана автобусными рейсами со всеми населёнными пунктами района, а также с Краснодаром, Майкопом, Белореченском, Курганинском, Лабинском. Всего Гиагинской автоколонной обслуживается более 130 рейсов по 22 маршрутам.
Через станицу проходят автодороги регионального значения:
- Майкоп — Гиагинская — Псебай,
- Белореченск — Гиагинская — Дружба,
- Гиагинская — Игнатьевский,
- Гиагинская — Штурбино.

Железнодорожный транспорт
В южной окраине станицы функционирует железнодорожная станция Гиагинская на ветке Армавир — Туапсе Северо-Кавказской железной дороги.

## Улицы
| - 8 Марта - Андрейцева - Антонец - Боевая - Бородуля - Братская - Бригадная - Будённого переулок - Веселая - Вишнёвая - Водная - Восточная - Гагарина - Гвардейская - Горького - Д. Бедного - Железнодорожная | - Животноводческая - Заводская - Западная - З. Г. Наконечного - Казачья - Карчевникова - Кирова - Книгина - Колхозная - Коммунальная - Комсомольская - Коноплина - Кооперативная - Короткая - Красная - Красноармейская - Купина | - Курганная - Ленина - Лермонтова - Ломоносова - М. Горького - Малиновая - Маяковского - Международная - Мельничный переулок - Мира - Молодёжный переулок - Набережная - Нечётная - Новая - Островского - Первомайская - Пионерская | - Пионерский переулок - Подгорная - Полевая - Почтовая - Привокзальная - Пролетарская - Рабочая - Революционная - Речная - Российская - С. Я. Маслюка - Садовый переулок - Сахарная - Северная - Советская - Солнечная - Солнечный переулок | - С. Разина - Степная - Таманская - Тупиковая - Тхайцухова - Урупская - Ушакова - Фестивальная - Фурсова - Ханская - Химиков - Центральная - Чалова - Школьная - Эскадронная - Южная - Яблочная |

## Известные уроженцы
- Родившиеся в Гиагинской